# Tipula atroscapa
Tipula atroscapa är en tvåvingeart som beskrevs av Alexander 1949. Tipula atroscapa ingår i släktet Tipula och familjen storharkrankar. Inga underarter finns listade i Catalogue of Life.